# Profuturus
Profuturus est un officier romain de la fin du IVe siècle. Il commanda l'armée de l'Empire romain d'Orient aux côtés du magister peditum Trajan durant la Guerre des Goths en 377.

## Biographie

### Source
Le XXIe livre des Res Gestae d'Ammien Marcellin, qui relate les événements de la guerre des Goths, est la seule source mentionnant Profuturus. Celui-ci apparaît pour la première fois en 377 lors du début du conflit.

### Rôle durant la guerre des Goths
Après la mutinerie des Goths de Fritigern en 377, l'empereur Valens charge deux de ses officiers, Trajan et Profuturus, de mener une armée en Thrace afin de rétablir l'ordre. Trajan est nommé magister peditum par l'empereur, tandis que Profuturus occupe peut-être le rang inférieur de comes rei militaris, ou celui de magister militum. L'armée commandée par les deux officiers est constituée des légions d'Arménie, au nombre de trois selon la Notitia Dignitatum. Dans son récit des événements, l'historien et militaire romain Ammien Marcellin juge les deux officiers ambitieux et incompétents.  
Durant l'été 377, Profuturus et Trajan installent leur camp près de Marcianopolis. Ils sont rejoints vers le début du mois de septembre par un détachement de troupes venues de l'Empire romain d'Occident commandées par Richomer. Après que les éclaireurs romains aient découvert le camp des Goths à proximité, au lieu dit Ad Salices, les trois officiers décident d'engager le combat par surprise. L'issue de la bataille des Saules se révèle indécise, tandis que l'armée romaine accuse de lourdes pertes.  
Après la bataille, Valens envoie le magister equitum Saturninus pour soutenir Profuturus et Trajan en Thrace. Si le récit d'Ammien Marcellin mentionne encore son nom à ce sujet, l'absence de rôle joué par Profuturus dans la suite des événements de la guerre des Goths pourrait indiquer la mort de celui-ci au cours de la bataille des Saules.   